# Spink megye
Spink megye az Amerikai Egyesült Államokban, azon belül Dél-Dakota államban található. Megyeszékhelye és legnagyobb városa Redfield. Lakosainak száma 6361 fő (2020. április 1.).

## Szomszédos megyék
- Brown megye (észak)
- Day megye (északkelet)
- Clark megye (kelet)
- Beadle megye (dél)
- Hand megye (délnyugat)
- Faulk megye (nyugat)

## Népesség
A megye népességének változása:
| Lakosok száma | 6410 | 6505 | 6652 | 6610 | 6524 | 6361 |
|               | 2010 | 2011 | 2012 | 2013 | 2015 | 2020 |